# Anoplocapros lenticularis
Anoplocapros lenticularis és una espècie de peix de la família dels aracànids i de l'ordre dels tetraodontiformes.

## Morfologia
- Els mascles poden assolir 33 cm de longitud total.[2][3]

## Hàbitat
És un peix marí i de clima subtropical que viu entre 10-220 m de fondària.

## Distribució geogràfica
Es troba a Austràlia: sud d'Austràlia Occidental i oest d'Austràlia Meridional.